# Marguerite Jacques Vincent Octave du Preuil
Marguerite-Jacques-Vincent-Octave du Preuil, né le 20 novembre 1819 à Paris et y décédé le 8 janvier 1895 fut un général de cavalerie français.

## Biographie
du Preuil s'engage comme élève de l'école spéciale militaire de Saint-Cyr en 1839 et sort en 1841 avec la promotion de Mazagran.
De 1861 à 1866, il commande en tant que colonel le 12e régiment de chasseurs à cheval, qu'il mène à la Campagne du Mexique en 1864. Il est promu Général de brigade le 12 août 1866 et commande la  brigade de cavalerie du corps expéditionnaire du Mexique en 1867, une brigade de cavalerie à Lyon en 1868, une brigade de cavalerie à Versailles en 1869, la 3e Brigade de la division de cavalerie de la Garde impériale en 1870. Il est promu général de Division le 27 octobre 1870.
Il participa, en tant que général de division, à la guerre franco-allemande de 1870, et notamment à la bataille de Mars-la-Tour, dans la Moselle le 16 août 1870 et qui fut une demi-victoire prussienne sur l'armée française de Metz commandée par le maréchal Bazaine.
La cavalerie de la division du général Du Preuil participa à la bataille de Rueil contre les forces de la Commune de Paris (1871). Il commande la Division de Cavalerie du 6e corps d'armée (France) en 1873), puis la 6e division de cavalerie (France) (1874-1878).
du Preuil fut inspecteur Général de la Cavalerie en 1880. Il est décoré Grand Officier à Paris en juillet de la même année par le Général de Division Jean-Joseph Farre, Ministre de la guerre. Il devient Inspecteur Général permanent de la Cavalerie en 1882 et 1883.

## Décorations
- Légion d'honneur :  chevalier (1/06/1855), officier (1/06/1864), commandeur (10/08/1868), grand officier (12/07/1880) ;

## Généalogie
- Il est fils adoptif du général Jean-Joseph Farre.